# Luis Rojas Mena
Luis Rojas Mena (Jalpa de Cánovas, Guanajuato, 21 de junio de 1917 – Guadalajara, Jalisco, 18 de marzo de 2009) fue un obispo mexicano de la Iglesia católica de México, se ordenó el 31 de marzo de 1945. Se le asignó como obispo auxiliar de la diócesis de Culiacán el 6 de mayo de 1968 y obispo oficial de la misma el 20 de agosto de 1969. Se retiró de la diócesis el 4 de octubre de 1993. Falleció el 18 de marzo de 2009.
Hijo de familia ganadera y pudiente, fue párroco en el municipio de Tala, Jalisco. Hizo importantes aportaciones para la obtención del terreno y la finca del Lienzo Charro en Tala, debido al gran pasión por la charrería y el aprecio a la zona.